# Meilleur releveur de la Ligue majeure de baseball

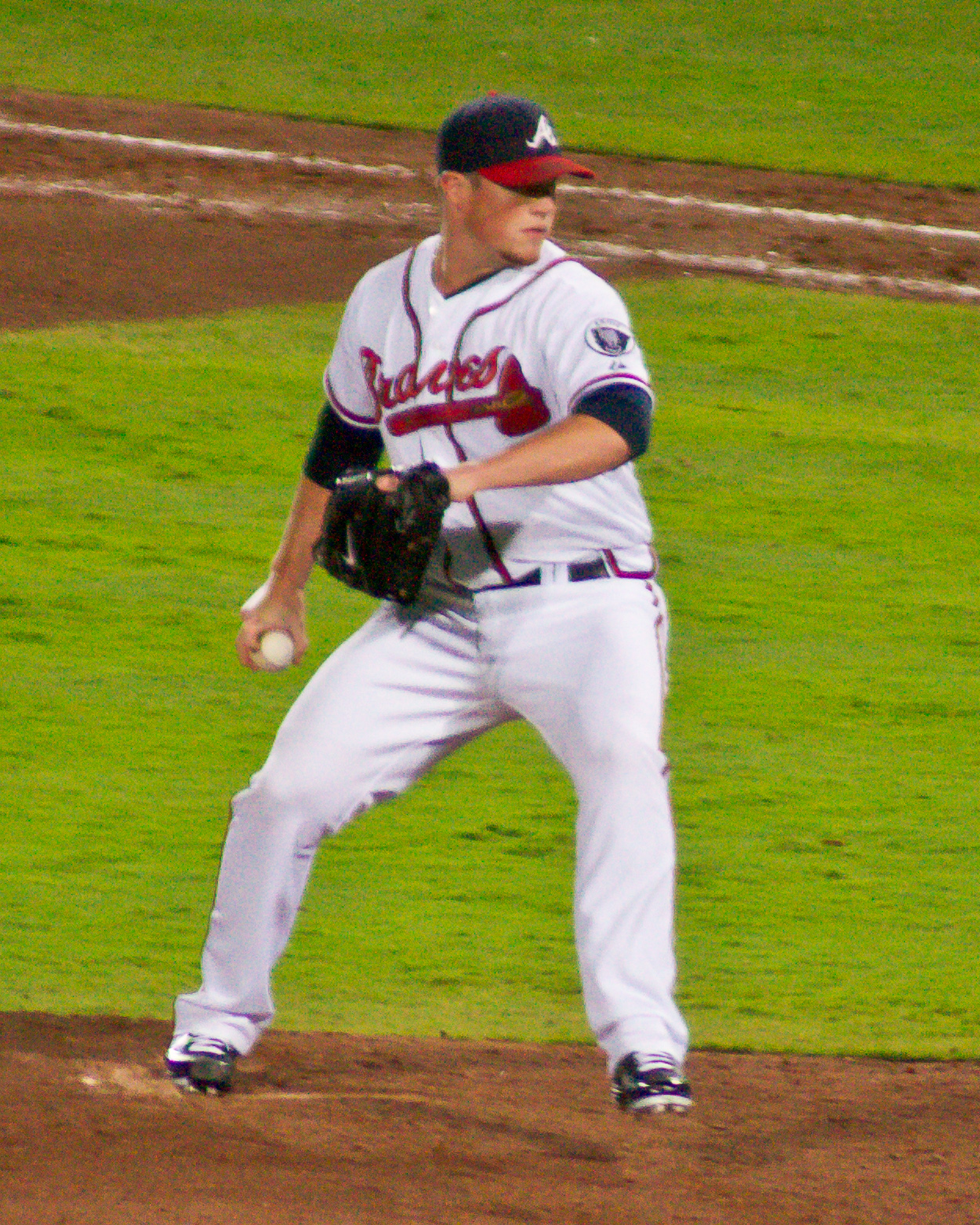
Craig Kimbrel est le releveur de l'année en 2013.

Le Major League Baseball Delivery Man Award ou prix du meilleur releveur était une récompense décernée par la Ligue majeure de baseball aux meilleurs lanceurs de relève de 2005 à 2013. Un prix était remis au joueur le plus méritant à chaque mois de la saison régulière, d'avril à septembre, puis un autre prix était décerné en octobre au meilleur releveur de l'année. Un seul lauréat mensuel et annuel était désigné, la Ligue majeure de baseball ne faisant pas de distinction entre les deux ligues, Nationale et Américaine, qui la composent. Le prix est retiré après la saison 2013 pour être remplacé par deux trophées annuels, le Prix Mariano Rivera et le Prix Trevor Hoffman.
Ce prix ne doit pas être confondu avec celui du releveur de l'année (Rolaid Relief Man of the Year Award) commandité par la compagnie Rolaids et remis chaque automne de 1976 à 2012.

## Histoire
Le prix est créé en 2005. De la première année jusqu'en 2008, les gagnants annuels étaient choisis par les fans après un vote en ligne où ils étaient invités à choisir un lauréat parmi un groupe de finalistes déterminé par la Ligue majeure. Depuis 2009, un panel déterminé par le baseball majeur est responsable de nommer le gagnant. Le prix mensuel est depuis le tout début choisi par ce panel, dont la composition varie mais qui inclut généralement des journalistes, des auteurs et d'anciens lanceurs de baseball tels Dennis Eckersley et Rick Sutcliffe.
Le prix était au départ commandité par l'entreprise postale DHL, d'où le nom DHL Delivery Man Award, qui fut abandonné après la saison 2010.

## Liste des gagnants du prix annuel
Les parenthèses indiquent les gagnants multiples du titre de meilleur releveur de la saison :

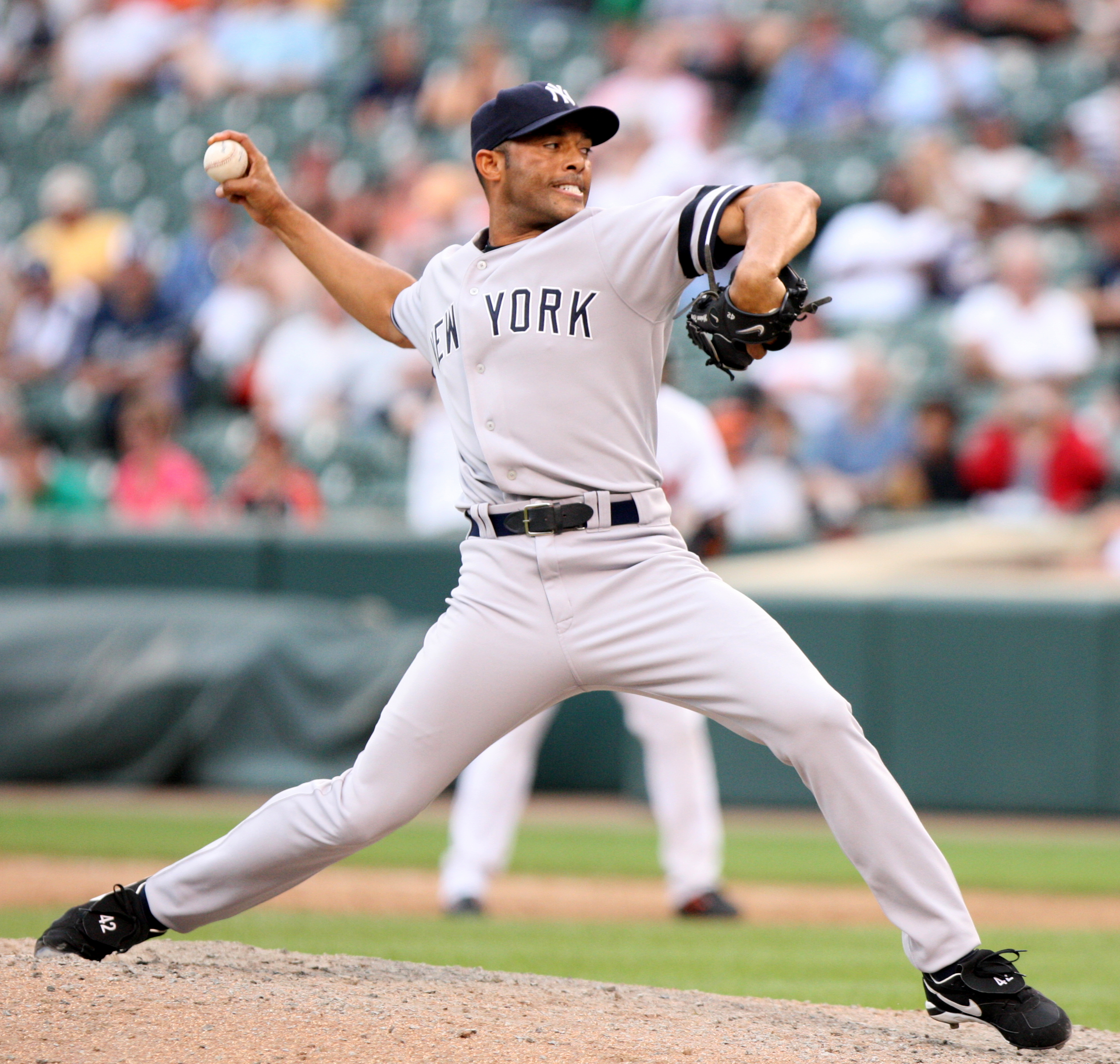
Le prix du releveur de l'année est gagné trois fois, un record, par Mariano Rivera.

| Année | Gagnant            | Équipe                   |
| ----- | ------------------ | ------------------------ |
| 2005  | Mariano Rivera     | Yankees de New York      |
| 2006  | Mariano Rivera (2) | Yankees de New York      |
| 2007  | Jonathan Papelbon  | Red Sox de Boston        |
| 2008  | Brad Lidge         | Phillies de Philadelphie |
| 2009  | Mariano Rivera (3) | Yankees de New York      |
| 2010  | Heath Bell         | Padres de San Diego      |
| 2011  | José Valverde      | Tigers de Détroit        |
| 2012  | Fernando Rodney    | Rays de Tampa Bay        |
| 2013  | Craig Kimbrel      | Braves d'Atlanta         |

## Liste des gagnants du prix mensuel
Les parenthèses indiquent les gagnants multiples du titre de meilleur releveur du mois :

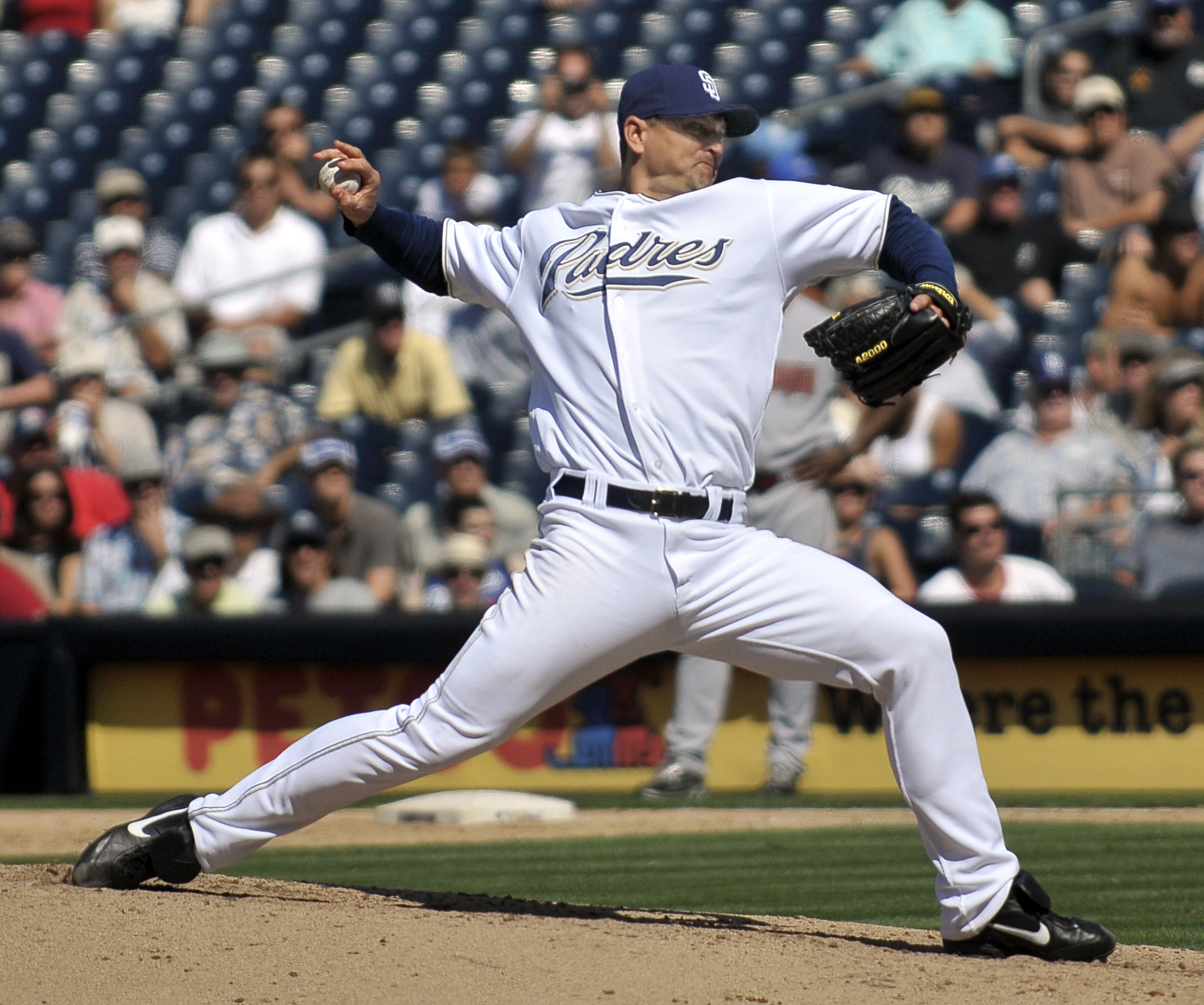
L'honneur de releveur du mois a été remis à Trevor Hoffman en quatre occasions.

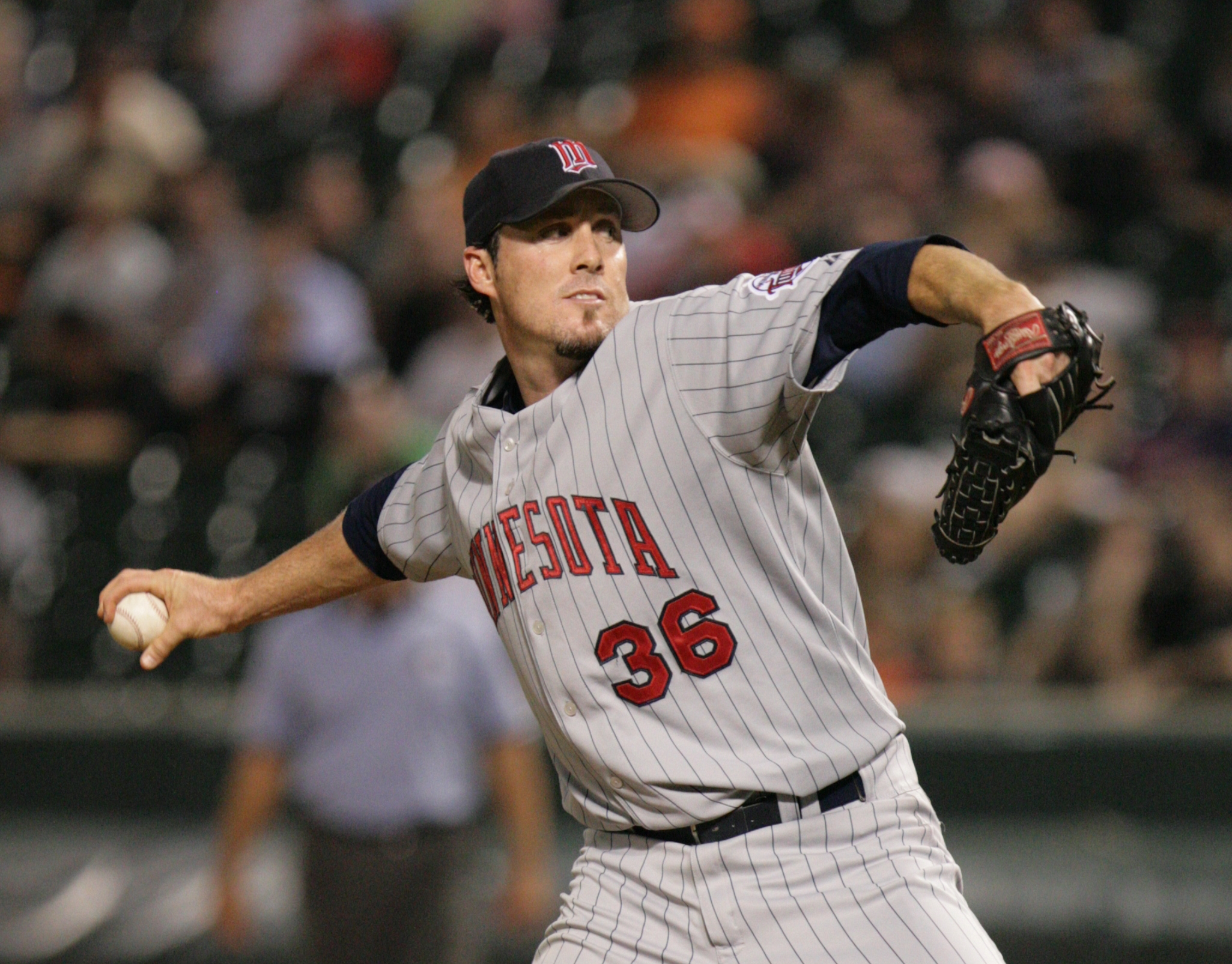
Avec Trevor Hoffman, Joe Nathan (photo) est le seul lanceur à avoir gagné le prix mensuel quatre fois.

| Année | Mois      | Vainqueur               | Équipe                    |
| ----- | --------- | ----------------------- | ------------------------- |
| 2005  | Avril     | José Mesa               | Pirates de Pittsburgh     |
| 2005  | Mai       | Trevor Hoffman          | Padres de San Diego       |
| 2005  | Juin      | Chad Cordero            | Nationals de Washington   |
| 2005  | Juillet   | Brad Lidge              | Astros de Houston         |
| 2005  | Août      | Todd Jones              | Marlins de la Floride     |
| 2005  | Septembre | Ryan Dempster           | Cubs de Chicago           |
| 2006  | Avril     | Jonathan Papelbon       | Red Sox de Boston         |
| 2006  | Mai       | Jason Isringhausen      | Cardinals de Saint-Louis  |
| 2006  | Juin      | Bobby Jenks             | White Sox de Chicago      |
| 2006  | Juillet   | Joe Nathan              | Twins du Minnesota        |
| 2006  | Août      | Francisco Rodriguez     | Angels de Los Angeles     |
| 2006  | Septembre | Trevor Hoffman (2)      | Padres de San Diego       |
| 2007  | Avril     | Francisco Cordero       | Brewers de Milwaukee      |
| 2007  | Mai       | Trevor Hoffman (3)      | Padres de San Diego       |
| 2007  | Juin      | J. J. Putz              | Mariners de Seattle       |
| 2007  | Juillet   | Billy Wagner            | Mets de New York          |
| 2007  | Août      | Takashi Saito           | Dodgers de Los Angeles    |
| 2007  | Septembre | Manny Corpas            | Rockies du Colorado       |
| 2008  | Avril     | Mariano Rivera          | Yankees de New York       |
| 2008  | Mai       | B. J. Ryan              | Blue Jays de Toronto      |
| 2008  | Juin      | Francisco Rodriguez (2) | Angels de Los Angeles     |
| 2008  | Juillet   | Joe Nathan (2)          | Twins du Minnesota        |
| 2008  | Août      | José Valverde           | Astros de Houston         |
| 2008  | Septembre | Joakim Soria            | Royals de Kansas City     |
| 2009  | Avril     | Heath Bell              | Padres de San Diego       |
| 2009  | Mai       | Trevor Hoffman (4)      | Brewers de Milwaukee      |
| 2009  | Juin      | Joe Nathan (3)          | Twins du Minnesota        |
| 2009  | Juillet   | Mariano Rivera (2)      | Yankees de New York       |
| 2009  | Août      | Ryan Franklin           | Cardinals de Saint-Louis  |
| 2009  | Septembre | Joakim Soria (2)        | Royals de Kansas City     |
| 2010  | Avril     | Matt Capps              | Nationals de Washington   |
| 2010  | Mai       | Rafael Soriano          | Rays de Tampa Bay         |
| 2010  | Juin      | Bobby Jenks (2)         | White Sox de Chicago      |
| 2010  | Juillet   | Rafael Soriano (2)      | Rays de Tampa Bay         |
| 2010  | Août      | Rafael Soriano (3)      | Rays de Tampa Bay         |
| 2010  | Septembre | Carlos Marmol           | Cubs de Chicago           |
| 2011  | Avril     | Huston Street           | Rockies du Colorado       |
| 2011  | Mai       | J. J. Putz (2)          | Diamondbacks de l'Arizona |
| 2011  | Juin      | Joel Hanrahan           | Pirates de Pittsburgh     |
| 2011  | Juillet   | John Axford             | Brewers de Milwaukee      |
| 2011  | Août      | Craig Kimbrel           | Braves d'Atlanta          |
| 2011  | Septembre | J. J. Putz (3)          | Diamondbacks de l'Arizona |
| 2012  | Avril     | Jonathan Papelbon (2)   | Phillies de Philadelphie  |
| 2012  | Mai       | Jim Johnson             | Orioles de Baltimore      |
| 2012  | Juin      | Tyler Clippard          | Nationals de Washington   |
| 2012  | Juillet   | Aroldis Chapman         | Reds de Cincinnati        |
| 2012  | Août      | Aroldis Chapman (2)     | Reds de Cincinnati        |
| 2012  | Septembre | Craig Kimbrel (2)       | Braves d'Atlanta          |
| 2013  | Avril     | Jason Grilli            | Pirates de Pittsburgh     |
| 2013  | Mai       | Jason Grilli (2)        | Pirates de Pittsburgh     |
| 2013  | Juin      | Joe Nathan (4)          | Rangers du Texas          |
| 2013  | Juillet   | Greg Holland            | Royals de Kansas City     |
| 2013  | Août      | Craig Kimbrel (3)       | Braves d'Atlanta          |
| 2013  | Septembre | Greg Holland (2)        | Royals de Kansas City     |

## Gagnants multiples

### Annuel
Mariano Rivera est le plus titré, ayant été élu releveur de l'année à trois reprises. Depuis la création du prix, il est le seul à l'avoir remporté plus d'une fois.

### Mensuel
Bien qu'il n'ait jamais gagné la récompense annuelle, Trevor Hoffman a reçu quatre fois le titre de releveur du mois, un record égalé par Joe Nathan en juin 2013. Rafael Soriano, J. J. Putz et Craig Kimbrel l'ont gagné trois fois chacun. Soriano est le seul à l'avoir gagné trois fois en une même année. Il est aussi le premier à l'avoir remporté deux mois consécutifs (en 2010), un fait réédité par Aroldis Chapman en 2012 et Jason Grilli en 2013.